# Tosarhombus octoculatus
Tosarhombus octoculatus es una especie de pez de la familia Bothidae en el orden de los Pleuronectiformes.

## Hábitat
Es un pez de mar.

## Distribución geográfica
Se encuentra en las  costas del Japón (incluyendo las Islas Ryukyu) y al este de Taiwán.